# 暁ニ想フ feat.Sowelu
「暁ニ想フ feat.Sowelu」（あかつきにおもう フィーチャリング ソエル）はMiss Mondayのシングル。2004年6月23日発売。3rdアルバム「miss rainbow」収録。

## 概要
2004年第2弾となる本作はR&BシンガーSoweluをフィーチャーしたナンバー。夜明け前に男性を思う女心をしっとりと歌い上げている。カップリングは一転、「自分の目標に向かってタフに上っていこう」という情熱歌「Climbers High」を収録。

## 収録曲
1. 暁ニ想フ feat.Sowelu
2. Climber's High
3. 暁ニ想フ feat.Sowelu REMIX

## 収録アルバム
- オリジナル『miss rainbow』（2004年11月3日）
- Sowelu『SWEET BRIDGE』（2005年1月7日）